# Трейтер, Василий Васильевич
Василий Васильевич Трейтер (1830—1912) — русский военный деятель, генерал от инфантерии (1899).

## Биография
Родился 22 марта (3 апреля) 1830 года. Отец — доктор медицины Василий Васильевич Трейтер (17.08.1781 — 15.09.1855); мать — Елена Карловна, урождённая фон Цеймерн (09.04.1804 — 13.12.1845).
В службу вступил в 1848 году после окончания Дворянского полка произведён в прапорщики и подпоручики. С 1849 года участвовал в Венгерской компании.  В 1851 году произведён в поручики, в 1853 в  штабс-капитаны. С 1853 года участвовал в Крымской войне.
В 1856 году произведён в капитаны. В 1857 году переименован в штабс-капитаны гвардии, в 1859 году в майоры армии. С 1861 года участник Кавказской войны, за храбрость в войне в 1862 году был награждён орденом Святой Анны 3-й степени с мечами и бантом.

В 1863 году произведён в подполковники. С 1864 по 1871 год командовал 21-м стрелковым батальоном, в 1869 году произведён в полковники. В 1871 году назначен командиром 149-го Черноморского пехотного полка.  С 1877 года участник Русско-турецкой войны, за храбрость в этой войне был награждён Золотым георгиевским оружием: 
За отличие в делах против неприятеля
В 1878 году произведён в генерал-майоры с назначением командиром 2-й бригады 40-й пехотной дивизии, а затем 1-й бригады 38-й пехотной дивизии. С 1880 года командир 2-й бригады, а с 1885 года 1-й бригады 20-й пехотной дивизии. С 1886 года начальник Кавказской стрелковой бригады.  В 1888 году произведён в генерал-лейтенанты.

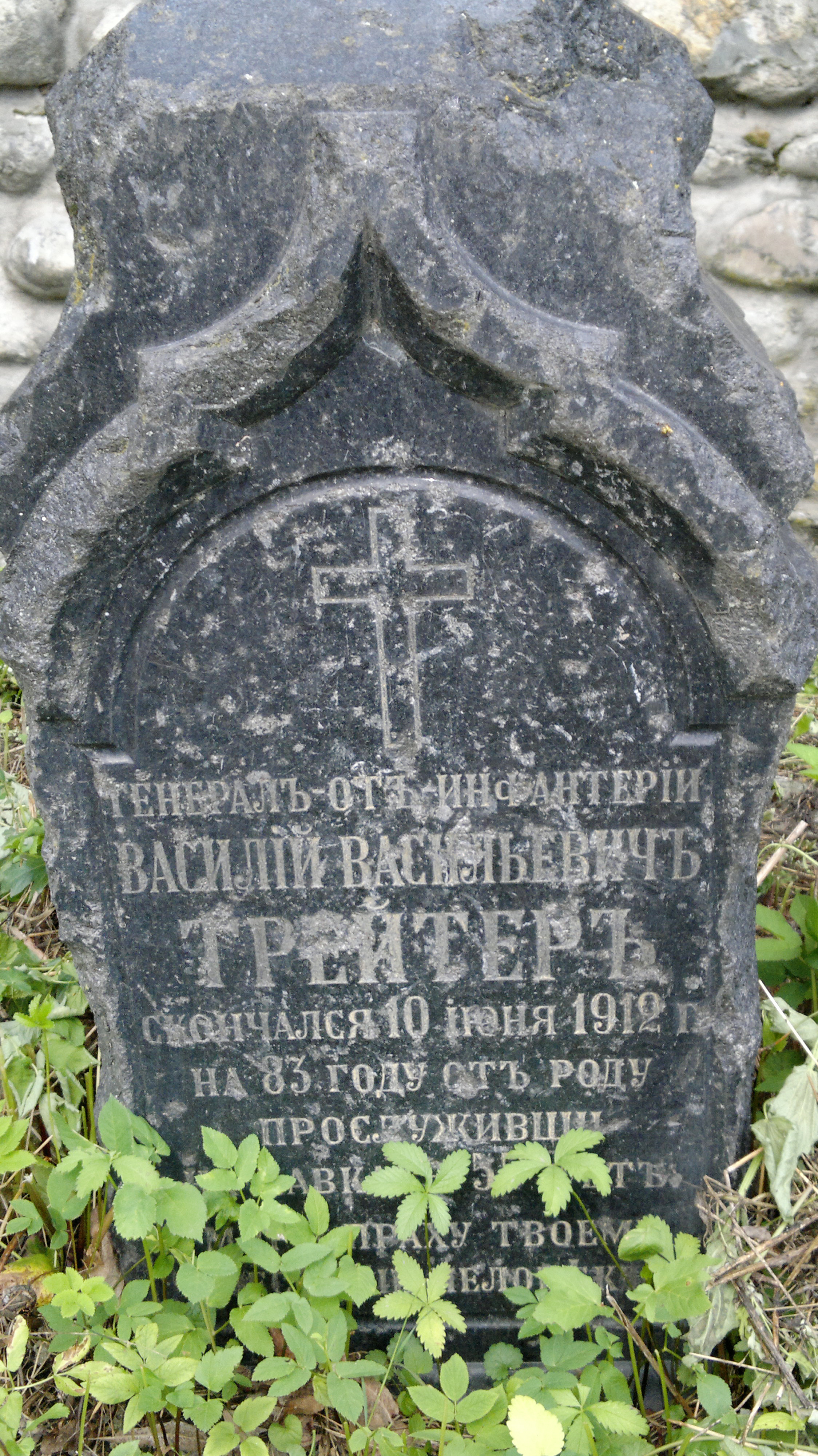
Могила генерала Трейтера

С 1895 года назначен начальником 21-й пехотной дивизии. В 1898 году награждён орденом Святого Александра Невского. В 1899 году произведён в генералы от инфантерии.
Умер 10 (23) июня 1912 года. Похоронен в Свято-Вознесенском соборе в Алагире.

## Награды
Награды
- Монаршее благоволение (1856)
- Монаршее благоволение (1857)
- Монаршее благоволение (1861)
- Орден Святой Анны 3-й степени с мечами и бантом (1862)
- Орден Святого Станислава 2-й степени с мечами (1864; Императорская корона — 1866)
- Орден Святой Анны 2-й степени  (1871)
- Орден Святого Владимира 4-й степени  (1873)
- Орден Святого Владимира 3-й степени  (1875)
- Золотое оружие «За храбрость» (1877)
- Орден Святого Станислава 1-й степени с мечами (1878)
- Орден Святой Анны 1-й степени  (1882)
- Орден Святого Владимира 2-й степени  (1885)
- Орден Белого орла  (1895)
- Монаршая благодарность (1895)
- Орден Святого Александра Невского  (1898)